# Церковь Рождества Пресвятой Богородицы в Чепурцах
Храм Рождества́ Пресвято́й Богоро́дицы в Чепурцах — сербский православный храм приморской митрополии Черногории в Подгорице Черногория. Представляет собой кладбищенскую церковь с одним нефом, полукруглой апсидой и колокольней, расположенную на кладбище Чепурци у холма Любович.

## История
Старая церковь на этом месте относится к периоду до османского завоевания города. Она являлась одной из пяти городских церквей на территории современной Подгорицы. Поэт Максим Шобайич был в Подгорице до восстановления церкви и оставил запись о старой часовне в Чепурцах. Он написал, что церковь имела в длину 7 рук, а в ширину — 4 руки и была построена из могильных плит. Также Шобайич пишет, что слышал о желании горожан построить новую церковь.

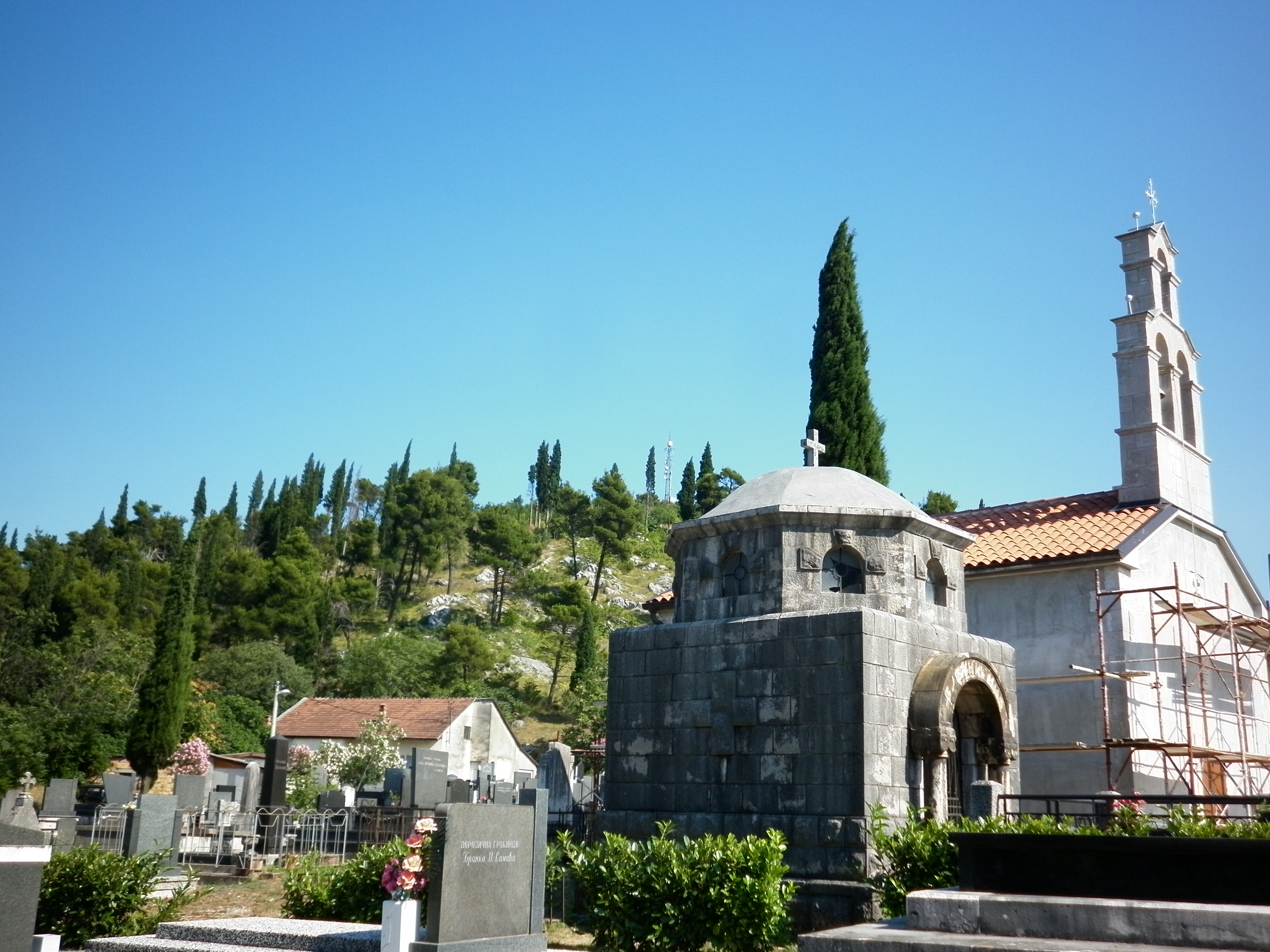
Вид на церковь и холм Любович

Церковь была перестроена в 1890 году, когда была возведена колокольня. Над дверью находится табличка с надписью: «под властью Николы I Освободителя Зеты веками разрушенный храм Пресвятой Богородицы был восстановлен для вечной памяти Хаджи Митро Михатова в 1890 году».
Восстановление церкви финансировалось армянскими деньгами, потому что армяне, отправляясь на войну в качестве турецких вассалов, оставляли свои деньги у богатого купца Мито Миличковича, чтобы он хранил их до возвращения. Погибая в войнах, большое количество армян не возвращалось, и деньги накапливались. Мито Миличкович написал владыке Митрофану Бану с просьбой о благословении на восстановление церкви Рождества Пресвятой Богородицы в Чепурцах на эти деньги.
В архиве митрополии сохранилось заявление, в котором говорится, что размеры церкви будут 6 метров в длину, 4,5 метра в ширину и 4 метра в высоту.
Таким образом, церковь была восстановлена, а 80-летний Мито Миличкович построил себе гробницу ктитора рядом с самой церковью. Его могила была восстановлена в 1972 году. Во время Второй мировой войны в храме не проводились церковные службы.
В церковном отчете 1943 года в качестве причины прекращения богослужения указываются материальные недостатки (в церкви не было церковных книг и служителей).

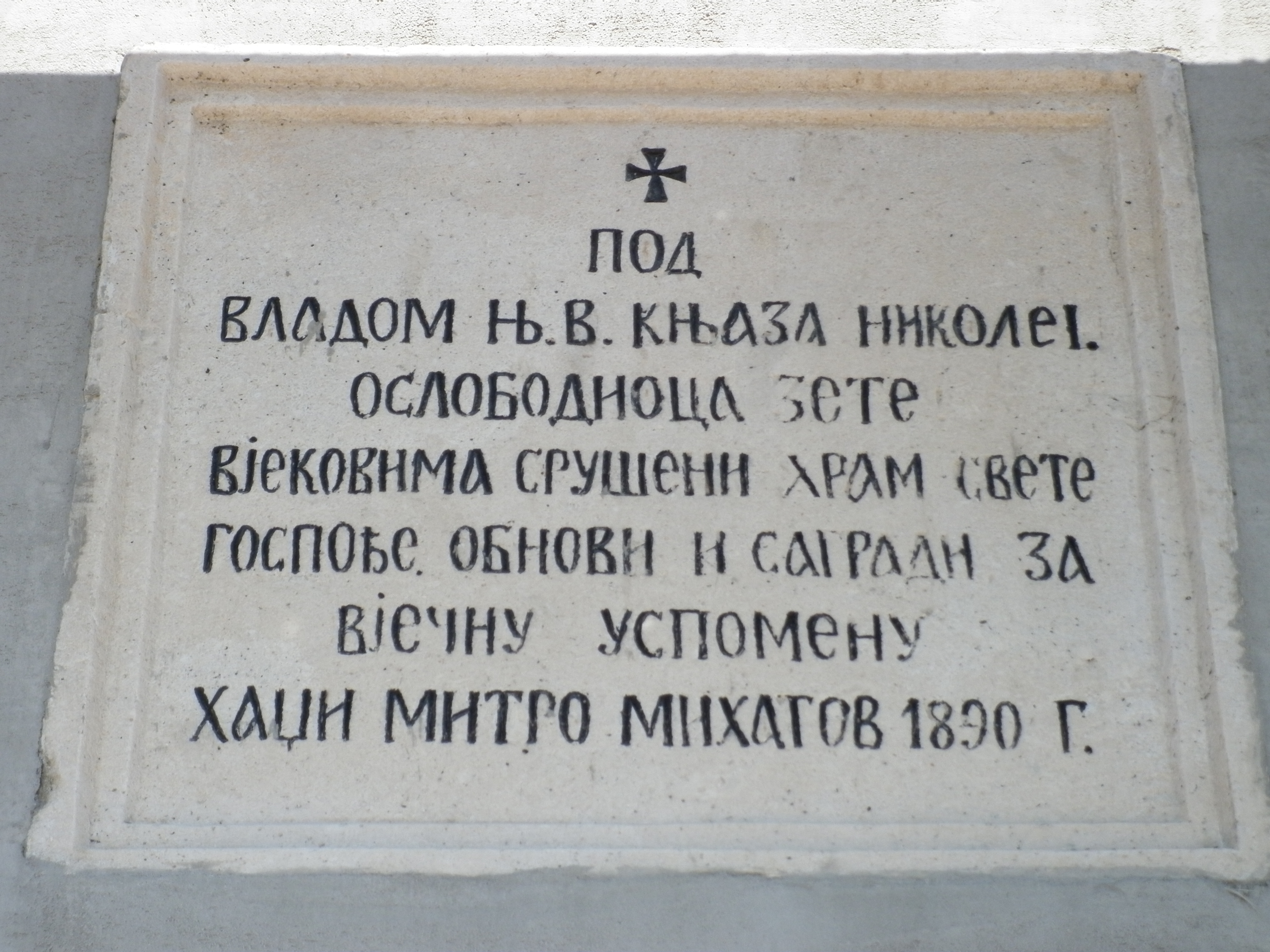
Надпись над входом в церковь

В 90-е годы XX века храм принадлежал церкви Св. Георгия.
С 2003 по 2014 годы проводился первый этап реконструкции церкви, в ней был произведен только необходимый ремонт, чтобы можно было проводить богослужения. Так, на первом этапе реставрации был осуществлен ремонт крыши, восстановление иконостаса, приобретение церковных утвари и книг. До 2003 года церковь была открыта только по субботам, а с тех пор стала работать постоянно. В 2015 году митрополит Амфилохий дал благословение настоятелю церкви на её полное восстановление церкви — алтарь был расписан фресками, заменены окна и двери. Рядом с церковью был установлен новый свечной цех. Были приобретены два новых колокола вместо тех, что забрали австрийцы в 1916 году. Большой колокол подарили сестры Славица и Милена Йочич из Подгорицы, для упокоения душ предков. Второй колокол-это подарок верующих митрополии, а пожертвования были собраны Предрагом Вукичем из Цетине.